# Holocentropus curvatus
Holocentropus curvatus là một loài Trichoptera hóa thạch trong họ Polycentropodidae.